# 西日本鉄道早良自動車営業所

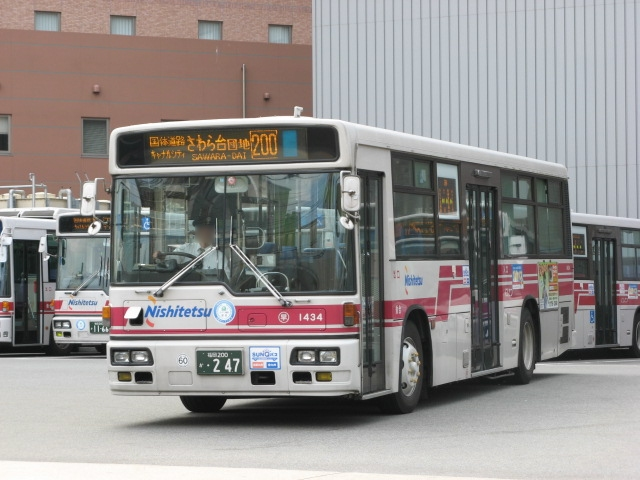
早良自動車営業所所属車両

早良自動車営業所（さわらじどうしゃえいぎょうしょ）は、西日本鉄道のバス営業所の一つで、主に福岡市都心部と早良区南東部を結ぶ路線を担当する。営業所を示す表記は○早。

## 沿革
- 1981年（昭和56年）4月4日 - 開設。
- 2010年（平成22年）7月1日 - 西日本鉄道脇山自動車営業所を統合。
- 2025年（令和7年）3月15日 - 西日本鉄道金武自動車営業所を統合。同時に現地出退勤として金武車庫・四箇田車庫を開設。

## 管轄路線
- 2024年11月4日現在の路線（太字は終点・始発停留所）

### 脇山線
- ■□■ 3
  - さわら台団地 - 早良営業所 - 早良妙見西口 - 荒江四角 - 西新 - （明治通） - 天神 - 博多駅
  - 脇山小学校前 - 早良高校 - 早良営業所 - 早良妙見西口 - 荒江四角 - 西新 - （明治通） - 天神 - 博多駅
  - 陽光台 - 早良営業所 - 早良妙見西口 - 荒江四角 - 西新 - （明治通） - 天神 - 博多駅
  - 西油山ハイツ - 早良妙見東口 - 荒江四角 - 西新 - （明治通） - 天神 - 博多駅
  - 星の原団地 - 荒江四角 - 西新 - （明治通） - 天神 - 博多駅
  - さわら台団地 - 早良営業所 - 早良妙見西口 - 荒江四角 - 福岡タワー（TNC放送会館）
  - 星の原団地 - 荒江四角 - 福岡タワー（TNC放送会館）
  - 福大前 - 七隈四角 - 荒江四角 - 西新 → （明治通） → 天神

主に博多駅・天神と早良街道沿線を明治通経由で結ぶ路線。
- ■ 快速3（快速区間　西新 - 博多駅）
  - 脇山小学校前 - 早良高校前 - （この間全停留所） - 脇山口/西新商店街前 - 西新駅 - 赤坂門 - 天神（上り：天神福銀本店前/下り：天神新天町入口） - 天神大和証券前 - 川端町・博多座前 - 呉服町 - 博多駅（上り：博多駅新三井ビル前/下り：博多バスターミナル）
  - 陽光台 - （この間全停留所） - 脇山口/西新商店街前 - 西新駅 - 赤坂門 - 天神（上り：天神福銀本店前/下り：天神新天町入口） - 天神大和証券前 - 川端町・博多座前 - 呉服町 - 博多駅（上り：博多駅新三井ビル前/下り：博多バスターミナル）

- ■ 93
  - 四箇田団地 - 早寿園前 - 早良妙見西口 - 荒江四角 - 藤崎

- ■■無番
  - 早良営業所 - 早寿園前 - 四箇田団地
- ■□■ 2-9
  - 賀茂駅 - 賀茂一丁目 - 原 - 藤崎 → 福岡タワー南口 → 九州医療センター（場内）

- ■ 直行
  - 博多駅→（ノンストップ・都市高速経由）→医師会館・ソフトリサーチパーク前→福岡タワー南口→藤崎

### 脇山支線
早良区南西部の山間部の集落である椎原を通る路線。2009年に廃止の申し出があったが、福岡市が運行経費の一部を補助し運行を継続している。。脇山小学校 - 椎原はフリー乗降が可能となっている。
- ■ 3
  - 早良営業所 - 早良平尾 - 内野 - 早良ニュータウン入口 - 城の原 - 脇山小学校前 - 一ッ田 - 椎原

- ■□ ほたる鑑賞臨時バス（臨時）

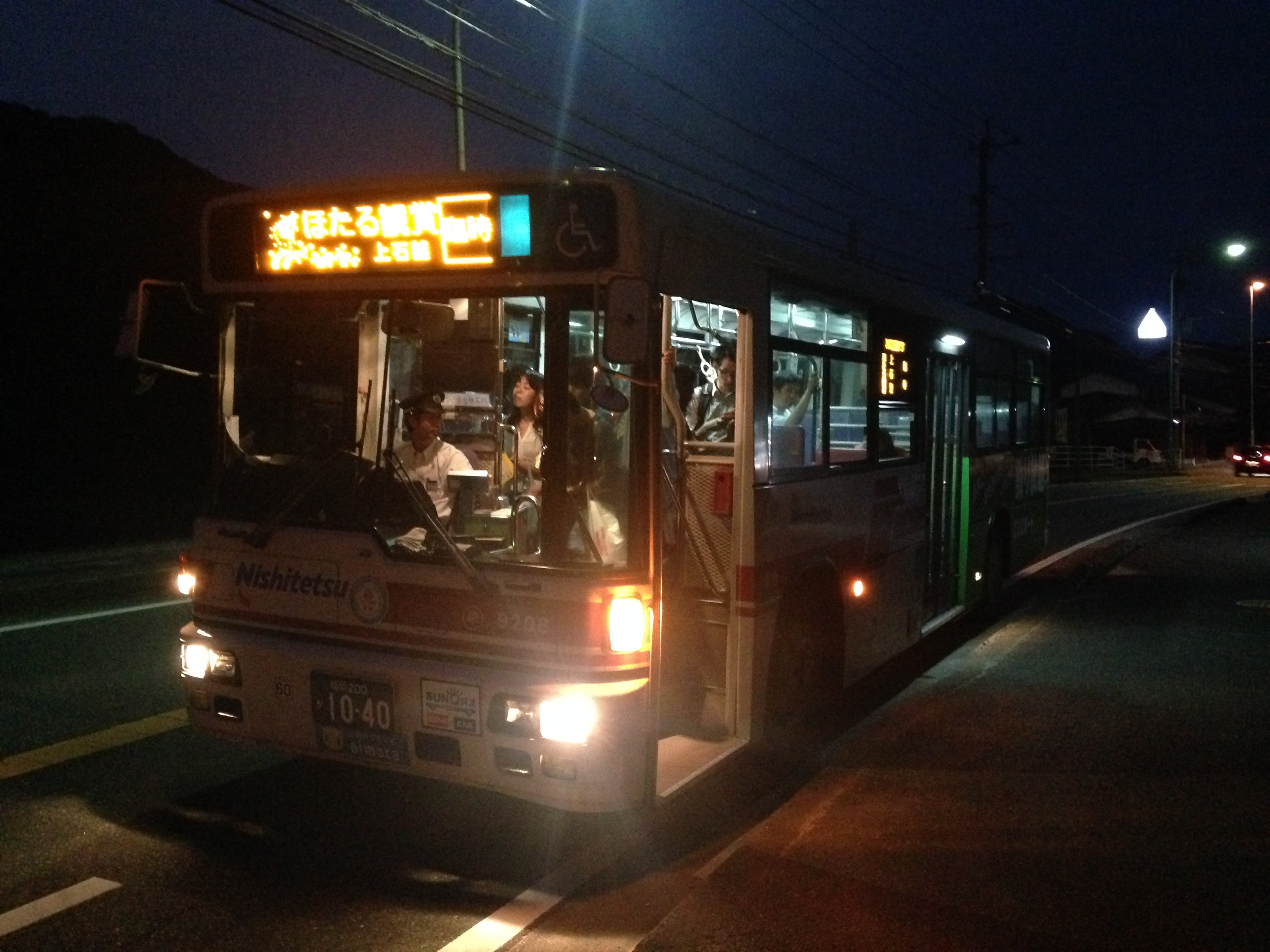
ほたる鑑賞臨時バス

  - 西新一丁目 → 西新駅 → 脇山口 → 荒江四角 → 飯倉 → 干隈 → 野芥駅前 → 野芥三丁目 → 早良妙見西口 - 早良営業所 → （この間全停留所） → 上石釜
  - 上石釜 → 陽光台 → （この間3番と同一停留所） → 西新駅

室見川上流部のホタルの見頃に合わせて毎年6月上旬から中旬の土・日曜日の夜に運行される。2019年は乗客数の減少や乗務員不足が原因となり、休止している。

### 早良（城南）博多駅線
早良街道沿線と六本松・薬院・博多駅とを結ぶ路線。城南線・別府橋通り経由で扇町発着は平日朝のみの運行。
- ■■■ 17
  - 脇山小学校前 - 早良高校 - 早良営業所 - 野芥 - 荒江四角 - 六本松 - 桜坂 - 薬院駅前 - 住吉 - 博多駅
  - 陽光台 - 内野 - 早良平尾 - 早良営業所 - 野芥 - 荒江四角 - 六本松 - 桜坂 - 薬院駅前 - 住吉 - 博多駅
  - 早良営業所 - 野芥 - 荒江四角 - 六本松 - 桜坂 - 薬院駅前 - 住吉 - 博多駅 - 山王一丁目 - 扇町

- ■ 307／W2（渡辺通り→福岡タワー間）
  - 博多駅→住吉→天神→（天神北RP → 都市高速 →百道RP）→医師会館・ソフトリサーチパーク前→福岡タワー（TNC放送会館）

### 荒江線
博多駅・天神と東入部を国体道路経由で結ぶ路線。
- ■■ 200／8（六本松→博多駅間）
  - さわら台団地 - 早良営業所 - 野芥 - 荒江四角 - 六本松 - （国体道路） - 天神 - （国体道路） - 博多駅

- ■■ 快速200／快速8（六本松→博多駅間）（快速区間　荒江四角 - 博多駅）
  - さわら台団地 - 早良営業所 - （この間全停留所） - 荒江四角 - 別府四丁目 - 中村大学前 - 別府駅前 - 六本松 - 警固町 - 天神警固神社・三越前 - 天神一丁目 - キャナルシティ博多前 - 祇園町 - 博多駅（上り：博多駅新三井ビル前/下り：博多バスターミナル）

- ■ 無番
  - 早良営業所 - さわら台団地

以下は当路線の間合いで設定されている。ノンステップバスで運行される事が多い。
- 302／5(那の津口→博多駅間) 
  - 福岡タワー（TNC放送会館前） → (百道RP → 都市高速 → 天神北RP) → 天神 → 住吉 → 博多駅
  - 百道浜との共同運行。
- 305／W1(福岡タワー←渡辺通一丁目間)／5(那の津口→博多駅間)
  - 福岡タワー（TNC放送会館前） - (←ヒルトン福岡シーホーク←) - 九州医療センター - みずほPayPayドーム - (西公園RP - 都市高速 - 天神北RP) - 天神 - 渡辺通一丁目 - 住吉 - 博多駅
  - 壱岐・百道浜との共同運行。両方向担当するのは早良のみ。壱岐は博多駅行きのみ、百道浜は福岡タワー行きのみ。ヒルトン福岡シーホーク構内には乗り入れない。

## 過去の路線

### 荒江循環線
- ■□ 8
  - 早良高校／脇山小／さわら台団地 - 早良営業所 - 飯倉 - 荒江四角→西新→赤坂門→天神→六本松→荒江四角 - 飯倉 - 早良営業所 - 早良高校／脇山小／さわら台団地
- ■□ 8−1
  - 早良高校／脇山小／さわら台団地 - 早良営業所 - 飯倉 - 荒江四角→六本松→天神→赤坂門→西新→荒江四角 - 飯倉 - 早良営業所 - 早良高校／脇山小／さわら台団地

### 脇山線
■ 特快3（特別快速区間　早良営業所→博多駅）
- - 脇山小学校前 → （この間全停留所） → 早良営業所前 → 早良妙見西口 → 野芥三丁目 → 干隈 → 飯倉二丁目 → 荒江四角 → 西新商店街前 → 西新パレス前 → 赤坂門 → 天神福銀本店前 → 天神大和証券前 → 川端町・博多座前 → 呉服町 → 博多駅（博多駅新三井ビル前）
  - 陽光台 → （この間全停留所） → 早良営業所前 → 早良妙見西口 → 野芥三丁目 → 干隈 → 飯倉二丁目 → 荒江四角 → 西新商店街前 → 西新パレス前 → 赤坂門 → 天神福銀本店前 → 天神大和証券前 → 川端町・博多座前 → 呉服町 → 博多駅（博多駅新三井ビル前）

2021年3月13日改正で廃止となり、全便、快速に振り替えられた。
- ○ 9
  - 陽光台／脇山小 - 早良営業所 - 飯倉 - 荒江四角 - 西新 - 赤坂門 - 天神 - 渡辺通一丁目 - 住吉 - 博多駅交通センター
- ■■ 3
  - 西新一丁目→西新パレス前 - 脇山口 - 荒江四角 - 飯倉二丁目 - 干隈 - 野芥一丁目 - 早良妙見西口 - 早寿園前 - 四箇田団地
- ■ 510
  - 陽光台 - 内野 - 早良平尾 - 早良営業所 - 早良妙見西口 - 野芥駅前 - （野芥）都市高速（呉服町） - 呉服町 - 祇園町 - 博多駅
- ■ 530
  - 陽光台 - 内野 - 早良平尾 - 早良営業所 - 早良妙見西口 - 野芥三丁目 - 野芥駅前 - （野芥）都市高速（堤） - 堤 - （堤）都市高速（半道橋） - 半道橋二丁目 - 東比恵一丁目 - 東光町 - 博多駅地区（博多バスターミナル）
- ■■ 3
  - 博多駅地区 - 祇園町 - 呉服町 - 川端町・博多座前 - 天神地区 - 赤坂門 - 大濠公園 - 地行 - 西新パレス前 - 脇山口 - 荒江四角 - 飯倉二丁目 - 干隈 - 野芥駅前 - 野芥三丁目 - （←早良妙見西口←） - 早良妙見東口 - 西油山ハイツ - （→早良妙見東口→） - 早良営業所
- ■■ 3
  - 博多駅地区 - 祇園町 - 呉服町 - 川端町・博多座前 - 天神地区 - 赤坂門 - 大濠公園 - 地行 - 西新パレス前 - 脇山口 - 荒江四角 - 飯倉二丁目 - 星の原団地 - 干隈 - 野芥駅前 - 野芥三丁目 - 早良妙見西口 - 早良営業所
  - 福岡タワー（TNC放送会館)←医師会館・ソフトリサーチパーク前←西南中高前←西南学院大学前←脇山口←荒江四角←飯倉二丁目←星の原団地←干隈←野芥駅前←野芥三丁目←早良妙見西口←早良営業所
- ■ 快速3-1
  - 陽光台→内野→早良平尾→早良営業所前→早良妙見西口→飯倉→荒江四角→六本松→警固町→法務局前→天神→蔵本→博多駅
  - 脇山小学校前→早良高校前→野田→早良平尾→早良営業所前→早良妙見西口→飯倉→荒江四角→六本松→警固町→法務局前→天神→蔵本→博多駅
- ■ 3-2
  - 星の原団地→飯倉→荒江四角→西新→法務局前→天神→蔵本→博多駅
- ■ 3-3N
  - 早良営業所→早良妙見西口→飯倉→荒江四角→脇山口→西南中高前→ヤフオクドーム前→都市高速→呉服町→祇園町→博多駅
- ■ 306
  - 博多駅→呉服町→（呉服町RP → 都市高速 → 西公園RP）→ヤフオクドーム前→九州医療センター→ヒルトン福岡シーホーク前→福岡タワー南口→藤崎
- ■ 500／快速3（快速区間　天神大和証券前→博多駅）
  - 陽光台→早良営業所→野芥駅前→（野芥ランプ → 都市高速 → 天神北RP）→天神→（明治通）→博多駅新三井ビル前
- AIRPORT BUS直行
  - 福岡空港国際線 - 博多駅（博多バスターミナル）

### 脇山支線
- ■ 3
  - 早良営業所 - 早良平尾 - 仙道 - 城の原 - 脇山小学校前 - 谷口 - 一ッ田 - 椎原
  - 曲渕 - 水源地前 - 上石釜 - 陽光台 - 西神の原 - 谷口 - 脇山小学校前 - 谷口 - 一ッ田 - 椎原
  - 早良営業所 - 早良平尾 - 内野 - 陽光台 - 上石釜 - 曲渕

2018年3月17日のダイヤ改正で、新設された早良ニュータウン入口系統に置き換える形で廃止。なお、西神の原系統（大字西地区）の代替として、飯倉タクシーによる予約型乗合タクシーが運行されている。
2022年10月1日のダイヤ改正で、早良営業所-曲渕間が、飯倉タクシーの乗り合いタクシーと置き換わる形で廃止。

### 荒江線
- ■□ 93
  - 早良営業所／早良妙見口 - 飯倉 - 荒江四角 - 六本松 - 天神 - 中央営業所／福岡競艇場／呉服町 - 博多駅／サンパレス前 - 吉塚駅
  - 早良営業所／早良妙見口 - 飯倉 - 荒江四角 - 西新 - 藤崎 - 南庄 - 室見団地 - 原北中学校前
  - 西新 - 藤崎 - 南庄 - 室見団地 - 原北中学校前
- ■■ 200
  - 早良営業所→早良妙見西口→野芥一丁目→干隈→飯倉二丁目→荒江四角→別府二丁目→六本松→警固町→天神→（天神北）都市高速（百道）→医師会館・ソフトリサーチパーク前→福岡タワー南口→ももち浜クリニックゾーン→藤崎
  - 藤崎 - 福岡タワー南口 - （200番:現行路線 医師会館・ソフトリサーチパーク前 - 早良営業所）
  - （500番と直通） - （200番:現行路線 那の津口（ボートレース福岡入口） - 早良営業所）
- ■ 500
  - （200番と直通運転） - 天神地区（天神警固神社・三越前 - （→天神ソラリアステージ前→/←天神コア前←） - 天神北）→那の津口（ボートレース福岡入口）→（天神北）都市高速（野芥）→野芥駅前→野芥三丁目→早良妙見西口→早良営業所→早良平尾→内野→陽光台

- ■■ 快速200／■W1（渡辺通り→福岡タワー間）（快速区間　荒江四角 - 天神警固神社・三越前）
  - 早良営業所 - （この間全停留所） - 荒江四角 - 別府四丁目 - 中村大学前 - 別府駅前 - 六本松 - 警固町 - 天神警固神社・三越前 - 天神（上り：高速バスターミナル前/下り：ソラリアステージ前） - 天神北 - 那の津口 - （天神北RP - 都市高速 - 西公園RP） - 中央市民プール - （この間全停留所） - 福岡タワー（TNC放送会館）

- ■ 302（福岡タワー→百道ランプ口間）／■快速200（那の津口→早良営業所間）（快速区間　天神警固神社・三越前→早良営業所）
  - 福岡タワー（TNC放送会館）→ 博物館北口 → 医師会館・ソフトリサーチパーク前 → 百道ランプ口 →（百道RP → 都市高速 → 天神北RP） → 那の津口 → 天神北 → 天神ソラリアステージ前 → 天神警固神社・三越前 → 警固町 → 六本松 → 別府駅前 → 中村大学前 → 別府四丁目 → 荒江四角 → （この間全停留所） → 早良営業

### さわら - マリノアシティ線
- ■■ 93（早良営業所行きは藤崎から3番として運行）
  - マリノアシティ福岡 - 名柄団地 - 豊浜団地入口 - 室見駅 - 藤崎 - 脇山口 - 荒江四角 - 飯倉二丁目 - 干隈 - 早良妙見西口 - 早良営業所

### 早良（急行）博多駅線
- ■□ 100急行
  - 早良営業所 - 野芥 - 飯倉 - 荒江四角 - 別府二丁目 - 六本松 - 警固町 - 天神 - 都市高速 - 福岡空港

### 都心循環線
- □ 88
  - 博多駅 - 住吉 - 渡辺通一丁目 - 天神 - 東中州 - 呉服町 - 博多駅

### 天神ライナー
当初金武営業所が運行していたが、しばらくして早良営業所に移管。出入庫は回送であったが、後に17番で行われるようになっていた。2013年3月15日を以て、運行を終了、当営業所所属の専用車（1614号車）は宇美営業所へ転属した。

### 茶山線
- ■■ 14
  - 那の津四丁目 - 天神 - 警固町 - 赤坂三丁目 - 六本松 - 別府二丁目 - 別府六丁目 - 城南体育館入口 - 茶山 - 金山団地口 - 七隈四角 - 福大病院 - 東梅林 - 野芥 - 早良妙見東口 - 野芥六丁目 - 西油山ハイツ

- ■■■ 114（→■■8）
  - 早良営業所 - 早良妙見西口 - 野芥 - 福大病院 - 七隈四角 - 茶山 - 別府駅前 - 六本松 - 警固町 - 天神警固神社 - キャナルシティ博多前 - 博多駅 - 山王公園前 - 山王一丁目 - 扇町
  - 早良営業所 - （←早良妙見東口←） - 西油山ハイツ - 早良妙見東口 - （→早良妙見西口→） - 野芥 - 福大病院 - 七隈四角 - 茶山 - 別府駅前 - 六本松 - 警固町 - 天神警固神社 - キャナルシティ博多前 - 博多駅 - 山王公園前 - 山王一丁目 - 扇町
- ■ 快速114
  - 早良営業所→早良妙見西口→野芥三丁目→東梅林→福大病院→七隈四角→金山団地口→茶山→別府駅前→六本松→警固町→天神警固神社→キャナルシティ博多前→博多駅→山王公園前→山王一丁目→扇町

現在は西日本鉄道片江自動車営業所が担当している

### 早良（城南）博多駅線
- ■■ 特別快速17（早良営業所前→荒江四角間）/ 快速17（荒江四角→博多駅間）
  - 脇山小学校前→早良高校前→野田→早良平尾→早良営業所前→早良妙見西口→荒江四角→六本松→薬院駅前→住吉→博多駅
  - 陽光台→内野→早良平尾→早良営業所前→早良妙見西口→荒江四角→六本松→薬院駅前→住吉→博多駅→山王公園→山王一丁目→扇町
- ■■ 快速17
  - 脇山小学校前 → （この間全停留所） → 荒江四角 → 別府四丁目 → 中村大学前 → 別府駅前 → 六本松 → 雙葉学園入口 → 薬院大通り → 薬院駅前 → 渡辺通一丁目十八銀行前 → 渡辺通一丁目サンセルコ前 → 住吉 → 駅前四丁目 → 博多駅
  - 陽光台 → （この間全停留所） → 荒江四角 → 別府四丁目 → 中村大学前 → 別府駅前 → 六本松 → 雙葉学園入口 → 薬院大通り → 薬院駅前 → 渡辺通一丁目十八銀行前 → 渡辺通一丁目サンセルコ前 → 住吉 → 駅前四丁目 → 博多駅
  - 早良営業所 → （この間全停留所） → 荒江四角 → 別府四丁目 → 中村大学前 → 別府駅前 → 六本松 → 雙葉学園入口 → 薬院大通り → 薬院駅前 → 渡辺通一丁目十八銀行前 → 渡辺通一丁目サンセルコ前 → 住吉 → 駅前四丁目 → 博多バスターミナル → （この間全停留所） → 扇町

## 車両
- 路線車
  - 大型車はノンステップ車が日野ブルーリボンⅡ・日野ブルーリボン・三菱ふそうエアロスター・いすゞエルガ、ワンステップ車がブルーリボンⅡ・エルガ・エアロスターの純正ワンステップ車と西工B型架装のUDトラックス（日産ディーゼル）UA・スペースランナーRA。ノンステップ車・ワンステップ車の大半がETCを搭載している。なおツーステップ車はいすゞキュービック・エアロスターが配置されていたが2020年3月改正時までに全車引退した。
  - 中型車はノンステップ車のみ在籍で、いすゞエルガミオと日野レインボーⅡ。ワンステップ車も在籍していたが2016年までに他営業所へ転出した。脇山線（星の原団地系統が中心）、脇山支線で使用する。
- 貸切車
  - スクールバス及び営業所近隣の送迎用として大型のいすゞガーラHDが配置されていたが、現在は西鉄観光バス福岡支社へ転出済。
  - スクールバス用にリフト改造を受けた日産ディーゼルのスペースランナーRM1台、路線車より転用のスペースランナーUA2台、スペースランナーRA1台が配置されている。

## 金武車庫

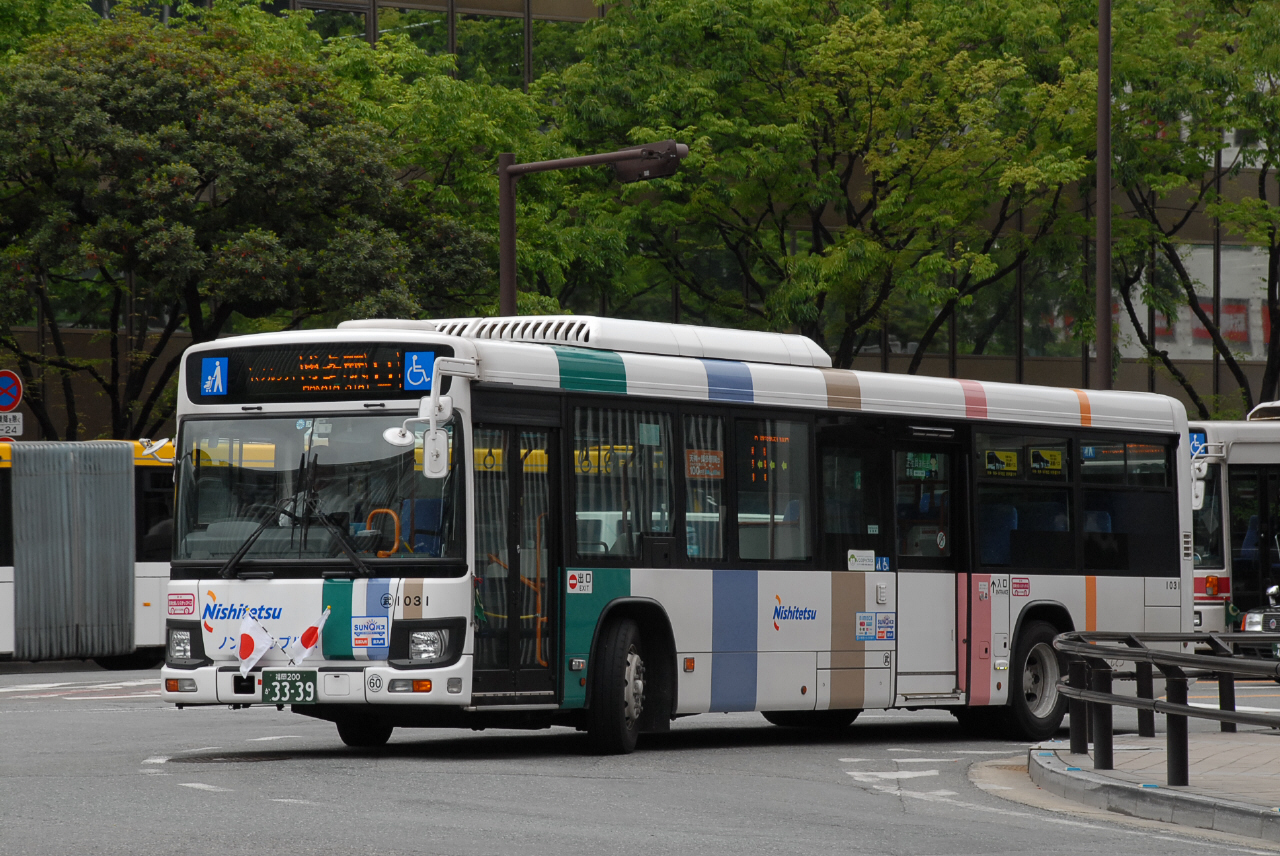
所属車両

早良自動車営業所金武車庫（さわらじどうしゃえいぎょうしょかなたけしゃこ）は、福岡県福岡市西区室見が丘に所在する早良自動車営業所傘下の車庫。主に福岡市都心部と早良区西部・西区東部を結ぶ路線を担当する。表記は○武。
かつては「西日本鉄道金武自動車営業所」であったが、2025年3月14日の改正後に現在の早良自動車営業所金武車庫となり、旧四箇田営業所の敷地を活用した、四箇田車庫と金武車庫に分かれて現地出退勤及び運営がなされている。

### 沿革（金武車庫）
- 1998年（平成10年）10月24日 - 四箇田営業所金武車庫として開設。
- 2005年（平成17年）11月1日 - 四箇田営業所を統合吸収。金武営業所となる。
- 2008年（平成20年）12月14日 - nimocaを導入。
- 2025年（令和7年）3月14日 - 早良自動車営業所金武車庫へ格下げ。金武車庫・四箇田車庫に分割される。

### 管轄路線（金武車庫）
- 2025年3月15日現在の路線（太字は終点・始発停留所）

#### 姪浜フィーダー線
- ■□■ 1
  - 金武車庫 - 壱岐丘中学校 - 橋本駅 - 野方 - 橋本 - 新室見 - 姪浜駅南口 - 藤崎 - 福岡タワー南口 - 九州医療センター
  - 三陽高校前 ← 野方 ← 橋本 ← 新室見 ← 姪浜駅南口
  - 金武車庫 → 壱岐丘中学校 → 橋本駅 → 橋本 → 新室見 → 姪浜駅南口（平日ダイヤ朝上りのみ）

主に金武・野方地区 - 姪浜駅を結ぶ路線群。2018年3月17日のダイヤ改正以降、全便橋本駅へ乗り入れている。金武車庫 - 壱岐丘中学校間のうち、飯盛・吉武付近はかつて新道を経由しており、旧道を経由していた2番の羽根戸系統と併せて2010年に西鉄から廃止申し出があったが、当路線を旧道経由に変更し、福岡市が当該区間の運行経費の一部を補助することで路線存続している。福岡市は補助対象である金武車庫発着系統を金武橋本線と呼んでいる。
2024年3月16日ダイヤ改正より九州医療センター行はヒルトン福岡シーホーク構内に乗り入れなくなり、車体側面の行先表示にもその旨が記載される。
- ■□■ 1-5
  - 野方 - 拾六町団地 - 中村 - 新室見 - 姪浜駅南口 - 藤崎 - 福岡タワー南口 - 九州医療センター

#### 金武線
天神・藤崎地区と四箇田団地・室見が丘地区を結ぶ系統。四箇田団地 - 講倫館高校前間のルートは、福岡県道558号（原通り，旧早良街道・三瀬街道）を通る次郎丸経由と福岡歯科大学方面を通る田隈新町経由（田隈経由）の2種類が存在する。
- ■□■ 2
  - 金武車庫 - 四箇田団地 - 次郎丸 - 原 - 藤崎 - 西新 - 法務局前 - 天神三丁目
  - 金武車庫 - 四箇田団地 - 田隈新町 - 原 - 藤崎 - 西新 - 法務局前 - 天神三丁目

- ■■ 2／■ 1（藤崎→九州医療センター間）
  - 金武車庫 - 四箇田団地 - 次郎丸 - 原 - 藤崎 - 福岡タワー南口 - 九州医療センター
  - 歯科大病院 ← 田隈新町 ← 原 ← 藤崎 ← 福岡タワー南口 ← 九州医療センター
- ■■ 306／■2（九州医療センター→歯科大病院・四箇田団地・金武車庫）
  - 金武車庫 - 四箇田団地 - 次郎丸 - 原 - 藤崎 - 福岡タワー南口 - ヒルトン福岡シーホーク[7] - みずほPayPayドーム - (西公園RP - 都市高速 - 呉服町RP) - 呉服町 - 博多駅
  - 金武車庫 - 四箇田団地 - 田隈新町 - 原 - 藤崎 - 福岡タワー南口 - ヒルトン福岡シーホーク - みずほPayPayドーム - (西公園RP - 都市高速 - 呉服町RP) - 呉服町 - 博多駅
  - 歯科大病院 - 田隈新町 - 原 - 藤崎 - 福岡タワー南口 - ヒルトン福岡シーホーク[7] - みずほPayPayドーム - (西公園RP - 都市高速 - 呉服町RP) - 呉服町 - 博多駅
- ■ 快速2-1／→■W2（天神北→藤崎間）
  - 金武車庫 → 四箇田団地 → 次郎丸 → 原 → 六本松 → 警固町 → 法務局前 → 天神 → (天神北RP → 都市高速 → 百道RP) → 福岡タワー南口 → 藤崎
  - 四箇田団地 → 田隈新町 → 原 → 六本松 → 警固町 → 法務局前 → 天神 → (天神北RP → 都市高速 → 百道RP) → 福岡タワー南口 → 藤崎

- ■ 2-3（室住団地・野方行き）／■ 2（藤崎・天神行き）
  - 野方 - 室住団地 - 原 - 藤崎 - 西新 - 法務局前 - 天神三丁目

- ■ 312
  - 藤崎 → 福岡タワー南口 → 医師会館・ソフトリサーチパーク前 → (百道RP → 都市高速 → 呉服町RP) → 呉服町 → 博多駅

- ■ 直行
  - 博多駅（博多バスターミナル）→ (呉服町RP → 都市高速 → 百道RP) → 医師会館・ソフトリサーチパーク前 → 福岡タワー南口 → 藤崎

- ■ 直行／2（博物館北口→四箇田団地間）
  - 博多駅（博多バスターミナル）→ (呉服町RP → 都市高速 → 百道RP) → 医師会館・ソフトリサーチパーク前 → 福岡タワー南口 → 藤崎 → 原 → 次郎丸 → 四箇田団地

- ■■ 8
  - 室住団地 - 原北中学校前 - 室見団地 - 室見四丁目 - 藤崎

- ■ 無番
  - 四箇田団地 → 南金武 → 金武車庫

#### 金武（城南）博多駅線
博多港国際ターミナル（中央ふ頭）・博多駅を発着とし、住吉通り・城南線・次郎丸経由で四箇田団地・室見が丘に至る路線。
早朝・夜間時間帯のみ普通が運行され、そのほかの時間帯は快速が運行される。
- ■■ 19／→88（薬院駅前→中央ふ頭間）
  - 金武車庫 - 四箇田団地 - 次郎丸 - 原 - 荒江四角 - 六本松 - 桜坂 - 薬院駅前 - 住吉 - 博多駅→呉服町→蔵本→国際会議場サンパレス前→マリンメッセ前→博多港国際ターミナル（中央ふ頭）

- ■■ 快速19／→快速88（薬院駅前→中央ふ頭間）
  - 金武車庫 - （この間全停留所） - 荒江四角 - 別府四丁目 - 中村大学前 - 別府駅前 - 六本松 - 雙葉学園入口 - 薬院大通り - 薬院駅前 - 渡辺通一丁目 - 渡辺通一丁目サンセルコ前（上りのみ） - 住吉 - 駅前四丁目 - 博多駅 - （この間全停留所） - 博多港国際ターミナル（中央ふ頭）

- ■ 58-1
  - 博多駅→住吉→薬院駅前→桜坂→上智福岡中高前→動物園前→浄水通り→薬院駅前→住吉→博多駅

#### 三軒屋線
- ■■ 201 ／→8（六本松→博多駅間）
  - 金武車庫 - 四箇田団地 - 次郎丸 - 原 - 六本松 - 警固町 - 天神警固神社・三越前 - キャナルシティ博多前 - 博多駅
  - 金武車庫 - 四箇田団地 - 田隈新町 - 原 - 六本松 - 警固町 - 天神警固神社・三越前 - キャナルシティ博多前 - 博多駅
- ■ 201 ／→200（荒江四角→天神警固神社三越前間）／→■W1（天神高速バスターミナル前→藤崎間）
  - 金武車庫 → 四箇田団地 → 次郎丸 → 原 → 六本松 → 警固町 → 天神警固神社・三越前 → 天神 → (天神北RP → 都市高速 → 西公園RP) → みずほPayPayドーム → 九州医療センター → 福岡タワー南口 → 藤崎
- ■ 201 ／→■W2（天神高速バスターミナル前→藤崎間）
  - 金武車庫 → 四箇田団地 → 次郎丸 → 原 → 六本松 → 警固町 → 天神 → (天神北RP → 都市高速 → 百道RP) → 福岡タワー南口 → 藤崎

- ■ 特快201／→快速8（快速区間　原→博多駅）
  - 金武車庫 → （この間全停留所） → 原 → 荒江四角 → 別府駅前 → 六本松 → 警固町 → 天神警固神社・三越前 → 天神一丁目 → キャナルシティ博多前 → 祇園町 → 博多駅（博多駅新三井ビル前）

博多駅発着とし、国体道路経由で四箇田団地・室見が丘に至る路線。
平日・土曜の朝ラッシュ時間帯には博多駅行き特快、藤崎行き普通が運行され、そのほかの時間帯は博多駅発着の普通が運行される。
- ■■ 208 ／→8（六本松→博多駅間）
  - 野方 - 木の葉モール橋本 - 原 - 六本松 - 警固町 - 天神警固神社・三越前 - キャナルシティ博多前 - 博多駅

国体道路経由で木の葉モール・野方に至る路線。
- ■ 307／→■W2 (渡辺通一丁目→藤崎間)
  - 博多駅 → 住吉 → 天神 → (天神北RP → 都市高速 → 百道RP) → 福岡タワー南口 → 藤崎

博多駅を始発とし、渡辺通一丁目・天神・百道ランプ経由で福岡タワー・藤崎に至る路線。

### 過去の路線（金武車庫）

#### 姪浜フィーダー線
- ■□■ 1　※壱岐へ移管
  - 壱岐丘中学校 - 野方 - （現行経路)  - 九州医療センター

#### 金武線
- ■■ 2
  - 博多駅 - 呉服町 - 蔵本 - 中洲 - （2番:現行路線 天神 - 金武営業所）
- ■■ 特別快速2（特別快速区間　博多駅 - 四箇田団地）
  - 博多駅 - 呉服町 - 蔵本 - 天神三丁目 - 法務局前 - 西新パレス前 - 防塁前 - 藤崎 - 弥生二丁目 - 原団地前 - 原 - 原往還 - 有田 - 講倫館高校前 - 昭和新町 - 次郎丸 - 次郎丸団地 - 田村三丁目 - 四箇田団地 - 南金武 - 金武営業所

- ■■ 2
  - 四箇田団地 - 吉武 - 羽根戸 - 田村三丁目 - （2番:現行路線 次郎丸 - 天神） - 博多駅
  - 乙石 - 中原池 - （2番:現行路線 田村三丁目 - 天神） - 博多駅

- ■■ 2
  - 早良高校 - 野田 - 早良営業所 - 早寿園前 - 四箇田団地 → 田隈新町 → 原 → 藤崎
- ■ 快速2-1（快速区間　荒江四角→天神三丁目）
  - （2-1番:現行路線金武営業所→四箇田団地→天神）(■2→)→中洲→蔵本→呉服町→祇園町→博多駅地区（博多バスターミナル）
- ■■ 8
  - （8番:現行路線 室住団地 - 原北中学校前 - 室見団地 - 室見四丁目 - 藤崎） - 西新
- ■ 32
  - 博多駅 → 蔵本 → 天神 → 法務局前 → 大濠公園

- ■ 306（藤崎行き）／■ 1（九州医療センター行き）※壱岐へ移管
  - 藤崎 - 福岡タワー南口 - 九州医療センター

#### 賀茂〜藤崎線
- ■■ 2-9 ※医療センター - 賀茂駅間は百道浜・早良へ移管
  - 医療センター場内 - （→シーホークホテル前（現:ヒルトン福岡シーホーク前）→/←シーホークホテル（現：ヒルトン福岡シーホーク）←） - 福岡タワー南口 - 藤崎 - 弥生二丁目 - 原 - 原往還 - 賀茂四角 - 賀茂駅
  - 藤崎 - 弥生二丁目 - 原 - 原往還 - 賀茂四角 - 賀茂駅 - 歯科大総合病院前 - 四箇田団地
  - 藤崎→弥生二丁目→原→原往還→賀茂四角→田隈四角→田隈新町→四箇田団地

賀茂地区と藤崎を結ぶ路線。現在の状況は西日本鉄道百道浜自動車営業所#賀茂〜藤崎線を参照。

#### 博多駅〜西新線
- ■ 6-1 ※博多・百道浜へ移管
  - 福岡タワー（TNC放送会館） - 医師会館・ソフトリサーチパーク前 - （←シーホークホテル前（現：ヒルトン福岡シーホーク前）←） - 国立医療センター（現：九州医療センター） - 地行 - 今川西町公園前 - 鳥飼 - 大濠公園南 - 警固町 - 天神地区 - キャナルシティ前（現：キャナルシティ博多前(櫛田神社前駅)） - （→駅前三丁目→/←TVQ前←） - 博多駅地区

博多駅 - 福岡タワー間をキャナルシティ・国体道路・天神・大濠公園南・鳥飼・地行経由で結ぶ路線。

#### 香椎浜〜天神線
アイランドシティ・香椎地区と天神・藤崎を結ぶ路線。2022年3月19日ダイヤ改正で大濠公園 - 藤崎・金武営業所間が廃止された。
- ■■ 22／■2（蔵本→藤崎間）※西鉄香椎 - 大濠公園間はアイランドシティへ移管
  - 西鉄香椎 - 香椎浜車庫 - 香椎浜海岸通り - 城浜団地 - 名島 - 箱崎浜 - 石堂大橋 - 蔵本 - 天神 - 大濠公園 - 西新 - 藤崎
- ■■ 22N／■2（蔵本→藤崎間）※アイランドシティ・香椎浜車庫 - 大濠公園間はアイランドシティへ移管
  - アイランドシティ照葉 - (こども病院) - 香椎照葉五丁目 - アイランドシティ中央公園前 - 香椎浜海岸通り - 城浜団地 - (名島RP - 都市高速 - 呉服町RP) - 蔵本 - 天神 - 大濠公園 - 西新 - 藤崎
  - 香椎照葉センターマークス前 - 香椎照葉五丁目 - こども病院 - アイランドシティ中央公園前 - 香椎浜海岸通り - 城浜団地 - (名島RP - 都市高速 - 呉服町RP) - 蔵本 - 天神 - 大濠公園 - 西新 - 藤崎
  - 香椎浜車庫 - 福岡運輸支局前 - 城浜団地 - (名島RP - 都市高速 - 呉服町RP) - 蔵本 - 天神 - 大濠公園 - 西新 - 藤崎
- ■ 22T ※アイランドシティへ移管
  - アイランドシティ照葉 → こども病院 → アイランドシティ中央公園前 → 香椎浜海岸通り → 城浜団地 → (名島RP → 都市高速 → 天神北RP) → 天神 → （22Nへ連続運行）
  - 香椎浜車庫 → 福岡運輸支局前 → 城浜団地 → (名島RP → 都市高速 → 天神北RP) → 天神 → （22Nへ連続運行）
- ■ 22N (←早良口まで■2) / ■220 (→蔵本から■2)
  - アイランドシティ照葉 - こども病院 - アイランドシティ中央公園前 - 香椎浜南公園前 - 城浜団地 - (名島RP - 都市高速 - 呉服町RP) - 蔵本 - 天神 - 大濠公園 - 西新 - 藤崎 - 原 - 次郎丸 - 四箇田団地 - 金武営業所
  - アイランドシティ照葉 ← こども病院 ← アイランドシティ中央公園前 ← 香椎浜南公園前 ← 城浜団地 ← (名島RP ← 都市高速 ← 呉服町RP) ← 蔵本 ← 天神 ← 大濠公園 ← 西新 ← 藤崎 ← 原 ← 田隈新町 ← 四箇田団地 ← 金武営業所
  - 【直行】アイランドシティ照葉 ← こども病院 ← (名島RP ← 都市高速 ← 呉服町RP) ← 蔵本 ← 天神 ← 大濠公園 ← 西新 ← 藤崎 ← 原 ← 田隈新町 ← 四箇田団地 ← 金武営業所

#### 三軒屋線
- ■■ 201（■200・■305→W1）
  - 金武営業所 - 四箇田団地 - （現行経路） - 医師会館・ソフトリサーチパーク前 - 福岡タワー（TNC放送会館）
- （■201→）■ 直行→307→W2
  - 金武営業所 → 四箇田団地 → （現行経路） → 医師会館・ソフトリサーチパーク前 - 福岡タワー（TNC放送会館）

下線区間のみ廃止。
- ■■ 501
  - 金武営業所 - 四箇田団地 - 次郎丸 - 福重ランプ - (福重/石丸RP - 都市高速 - 天神北RP) - 天神 - （201番四箇田団地方面と連続運行）

天神エリア - 次郎丸、四箇田団地、金武地区を都市高速経由で結ぶ路線。
- ■ 501
  - （201番からループ） - 天神 - （天神北RP - 都市高速 - 石丸/福重RP） - 橋本西 - 田隈新町 - 四箇田団地
- ■■ 502
  - 金武営業所 - 四箇田団地 - 田隈新町 - 原 - 室見三丁目 - (愛宕RP - 都市高速 - 天神北RP) - 天神 - （201番四箇田団地方面と連続運行）

天神エリアと四箇田団地・室見が丘を都市高速・田隈新町経由で結ぶ路線。

### 車両（金武車庫）
当車庫はもとより三菱ふそうが多く導入される傾向にあった。日野は2018年から配置された。
- 路線車
  - ワンステップバス：2004年・2005年に日産ディーゼルのUA型を導入、2006年～2010年は同スペースランナーRAが導入されてきた。かつて2006年に配置された9477～9479号車（スペースランナーRA）はサーモキング社製のクーラーを試験採用したが、土井配置の9475・9476号車と合わせこの組み合わせは5台に留まった[8]。西工が解散しUDトラックスがバス事業から撤退したため、2012年は純正車体の三菱ふそうエアロスター5台が配置となり、2013年にはエルガ6台が配置となった。ほか、2008年に転入した西工架装の三菱ふそうKL-MP35JM型が2台在籍していた。
  - ノンステップバス：2013年12月に2791号車（エルガ）が導入されたのを皮切りに2014年3月にエアロスターを導入し、以降は2020年までエアロスターまたはエルガをシーズン毎2〜4台ほど増備していた。2018年3月に当営業所開設以来初となる日野の路線車（日野・ブルーリボン、8211号車）が配置となり、その後同年12月末と2024年2月にもブルーリボンを増備、さらに愛宕浜営業所への新車導入に伴う玉突き転属でブルーリボンが2台追加された。2020年以降に導入したエアロスターとブルーリボンにはドライバー異常時対応システム（EDSS）を搭載している。
  - ツーステップバス：2020年まで日産ディーゼルKC-UA460LSN型が在籍し金武線・金武（城南）博多駅線・三軒屋線の各路線で運用されていた。日産ディーゼルは北九州への配置が大半を占め、福岡地区においては壱岐・金武に計14台在籍していたのみであったが、末期にはその殆どにあたる9台を保有していた。かつてはいすゞ・三菱ふそうも多数保有していたが2018年までに全車引退した。日産ディーゼル車を含むツーステップ車は2020年までに新車および他営業所からの転入車に置き換えられ、金武・壱岐ともに全て引退した。
- 貸切車
  - 三菱ふそうは西工C型が2台と西工B型（高速車から転用）が2台、スクールバス及び営業所近隣の送迎用として使用されていた。現在は全て離脱し専用車の在籍はなし。
  - 現在は貸切登録車として、一般路線で使用されているいすゞエルガ（車番2727）がいる。